# Santa Eulàlia de Pallejà
Santa Eulàlia de Pallejà és una obra del municipi de Pallejà (Baix Llobregat) inclosa en l'Inventari del Patrimoni Arquitectònic de Catalunya.

## Descripció
Es tracta d'un temple dedicat a Santa Eulàlia. És d'estil neoclàssic, amb planta de creu llatina i nau coberta amb volta de canó i llunetes. Presenta capelles laterals amb volta de quatre punts. La façana està orientada a l'est. Té dos campanars, la coberta és de teula i la cúpula és de tambor octogonal semiesfèrica i de ciment.
Fou projectada per Joan Merlo al començar el segle xix, iniciant-se les obres el 1832, a causa de les Guerres Carlines s'aturaren les obres i no foren reiniciades fins al 1853, sota la direcció de l'arquitecte Josep Fontseré, inaugurant-se l'edifici el 13 de juliol de 1862 sent rector de la parròquia en mossèn Joaquim Samorri.

## Història
L'església parroquial de Santa Eulàlia de Pallejà és documentada el 956-966 en el testament del Comte Miró, fill de Sunyer. Entre els segles xv i xix fou la parròquia sufragània de Sant Vicenç dels Horts. De l'edifici vell queda una esglesiola modesta situada en el que avui és la Plaça Verdaguer, a més hi ha un dibuix de J. Amigó a l'Institut M. d'Història de Barcelona.
El patronímic, segons A. Massegur i Giralt, podria referir-se a la trobada, el 887, de les relíquies de Santa Eulàlia, filla de Sarrià, i trasllat a la seu de Barcelona.
El 1936 van desaparèixer tres retaules traslladats de l'església antiga a la nova, dels anys 1580, 1623 i 1727.